# American Horror Story: 1984
American Horror Story: 1984 ist die neunte Staffel der US-amerikanischen Horror-Fernsehserie American Horror Story, die auf einer Idee von Ryan Murphy und Brad Falchuk basiert. Die Erstausstrahlung fand vom 18. September bis zum 13. November 2019 auf dem TV-Sender FX statt. Die deutschsprachige Erstausstrahlung lief vom 28. November 2019 bis zum 23. Januar 2020 auf FOX. Die Staffel wurde als stark beeinflusst von den klassischen Horror-Slasher-Filmen der 1980er Jahre wie Freitag der 13. und Blutiger Sommer – Das Camp des Grauens beschrieben.
Zu den wiederkehrenden Darstellern der vergangenen Staffeln zählten Emma Roberts, Billie Lourd, Cody Fern, Leslie Grossman, John Carroll Lynch und Leslie Jordan sowie die neuen Darsteller Gus Kenworthy, Angelica Ross, Matthew Morrison, DeRon Horton und Zach Villa. 1984 war die erste Staffel, in der Sarah Paulson und Evan Peters keinen Auftritt hatten.

## Besetzung
- Der Schauspieler war in dieser Rolle als Hauptdarsteller vertreten.

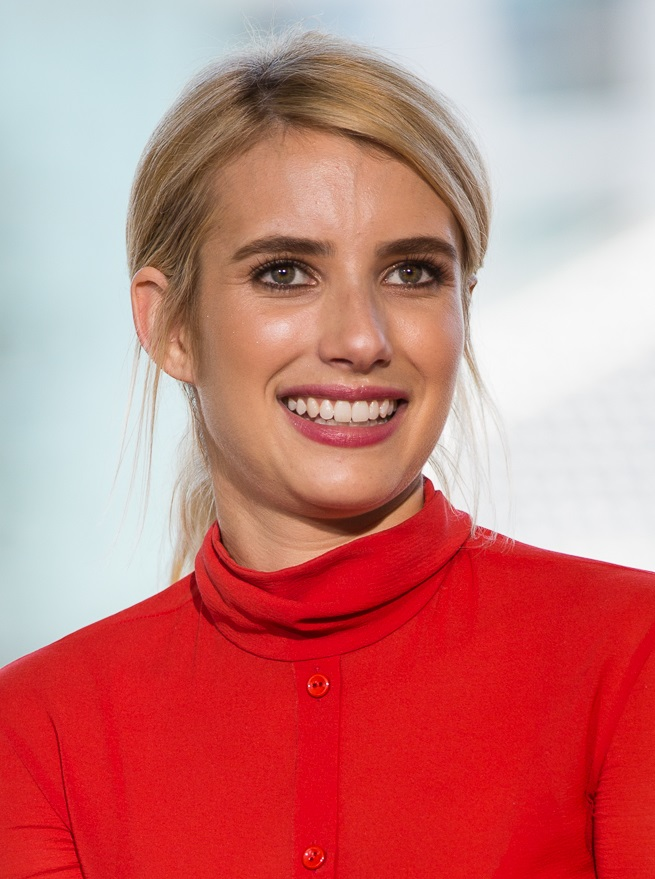
Emma Roberts spielt Brooke

- Der Schauspieler war in dieser Rolle als Nebendarsteller vertreten.
- Der Schauspieler war in dieser Rolle als Gaststar vertreten.
- Der Schauspieler war in dieser Rolle nicht in der Episode vertreten.

| Schauspieler       | Rolle                            | Folgen | Folgen | Folgen | Folgen | Folgen | Folgen | Folgen | Folgen | Folgen | Synchronsprecher     |
| Schauspieler       | Rolle                            | 1      | 2      | 3      | 4      | 5      | 6      | 7      | 8      | 9      | Synchronsprecher     |
| ------------------ | -------------------------------- | ------ | ------ | ------ | ------ | ------ | ------ | ------ | ------ | ------ | -------------------- |
| Emma Roberts       | Brooke Thompson                  |        |        |        |        |        |        |        |        |        | Gabrielle Pietermann |
| Gus Kenworthy      | Chet Clancy                      |        |        |        |        |        |        |        |        |        | Sebastian Kluckert   |
| Angelica Ross      | Rita / Donna Chambers            |        |        |        |        |        |        |        |        |        | Anja Stadlober       |
| Billie Lourd       | Montana Duke                     |        |        |        |        |        |        |        |        |        | Lara Trautmann       |
| Cody Fern          | Xavier Plympton                  |        |        |        |        |        |        |        |        |        | Jeremias Koschorz    |
| Leslie Grossman    | Margaret Booth                   |        |        |        |        |        |        |        |        |        | Bianca Krahl         |
| Matthew Morrison   | Trevor Kirchner                  |        |        |        |        |        |        |        |        |        | Sven Hasper          |
| John Carroll Lynch | Benjamin Richter / „Mr. Jingles“ |        |        |        |        |        |        |        |        |        | Detlef Bierstedt     |
| Zach Villa         | Richard Ramirez                  |        |        |        |        |        |        |        |        |        | Tim Knauer           |
| DeRon Horton       | Ray Powell                       |        |        |        |        |        |        |        |        |        | Fabian Oscar Wien    |
| Orla Brady         | Dr. Karen Hopple                 |        |        |        |        |        |        |        |        |        | Sabine Falkenberg    |
| Lou Taylor Pucci   | Jonas Shevoore                   |        |        |        |        |        |        |        |        |        | Wanja Gerick         |
| Tara Karsian       | Bertie                           |        |        |        |        |        |        |        |        |        | Almut Zydra          |
| Leslie Jordan      | Courtney                         |        |        |        |        |        |        |        |        |        | Lutz Mackensy        |
| Lily Rabe          | Lavinia Richter                  |        |        |        |        |        |        |        |        |        | Cathlen Gawlich      |
| Dylan McDermott    | Bruce                            |        |        |        |        |        |        |        |        |        | Peter Flechtner      |
| Finn Wittrock      | Bobby Richter                    |        |        |        |        |        |        |        |        |        | Roman Wolko          |

## Episoden
Die Erstausstrahlung der neunten Staffel war vom 18. September bis zum 13. November 2019 auf dem US-amerikanischen Kabelsender FX zu sehen. Die deutschsprachige Erstausstrahlung sendete der deutsche Pay-TV-Sender FOX vom 28. November 2019 bis zum 23. Januar 2020.
| Nr. (ges.) | Nr. (St.) | Deutscher Titel    | Originaltitel     | Erstausstrahlung USA | Deutschsprachige Erstausstrahlung (D) | Regie                 | Drehbuch                   | Zuschauer (USA) |
| --- | --------- | ------------------ | ----------------- | -------------------- | ------------------------------------- | --------------------- | -------------------------- | --------------- |
| 95 | 1         | Camp Redwood       | Camp Redwood      | 18. Sep. 2019        | 28. Nov. 2019                         | Bradley Buecker       | Ryan Murphy & Brad Falchuk | 2,13 Mio.       |
| 1970: Im Feriencamp Camp Redwood sind drei Betreuer gerade miteinander intim, als ein Unbekannter die Hütte, in der auch mehrere Jugendliche schlafen, betritt. Er tötet jeden der Anwesenden und verstreut ihre Leichen über die ganze Hütte. Als er die Hütte verlässt, sieht man eine klimpernde Schlüsselkette an seinem Gürtel sowie eine aus menschlichen Ohren gebastelte Halskette. 14 Jahre später, im Jahr 1984, treffen Montana Duke, Ray Powell, Chet Clancy und Brooke Thompson in einem Aerobicstudio, in dem Xavier Plympton einen Kurs leitet, aufeinander. Montana und Brooke kommen in der Umkleide ins Gespräch und die junge Frau wird den anderen, die sich bereits kennen, vorgestellt. Xavier lädt die Gruppe ins Camp Redwood ein, wo er den Sommer über als Betreuer arbeiten will. Er erhofft sich dadurch Abstand zu Los Angeles und dem dort wütenden Serienmörder Richard Ramírez alias Nightstalker. College-Studentin Brooke wird im Anschluss in ihrem Apartment von einem Satanisten überfallen und um ihren Schmuck erleichtert. Der junge Mann gibt vor, der Nightstalker zu sein und sie wieder heimsuchen zu wollen, bevor er aus der Wohnung flieht. Sie schließt sich den anderen an und in Xaviers Van, wo es Alkohol und Amphetamine gibt, begeben sie sich auf die Reise ins Camp. Der durchtrainierte Chet wollte sich eigentlich von den Drogen fernhalten, da ihn Steroidmissbrauch eine Nominierung für das Olympiateam der USA kostete, doch aus Frust greift er trotzdem zum Röhrchen. Während eines Tankstopps hört Xavier von einem Münztelefon seinen Anrufbeantworter ab, auf dem ihm ein Unbekannter eine Drohnachricht hinterlassen hat und ihn wissen lässt, dass er seinen Aufenthaltsort kenne. Der Tankstellenbesitzer warnt die jungen Leute vor dem Camp, das nie wieder hätte öffnen dürfen. Wenig später überfährt Xavier beinahe einen verwahrlosten jungen Mann, der verletzt am Straßenrand liegt und zur weiteren Versorgung im Camp mitgenommen wird. Im Camp angekommen, gibt die neue Inhaberin Margaret Booth den Verletzten in Schwester Ritas Obhut, und führt die Neuankömmlinge über das Gelände. Margaret, die gemeinsam mit Köchin Bertie das Camp wiedereröffnete, konnte auf die Lebensversicherung ihres verstorbenen Mannes Walter zurückgreifen, um einen Zufluchtsort für junge Leute nach ihrem streng konservativ-christlichen Weltbild zu schaffen. Abends sitzen alle um ein Lagerfeuer und Rita erzählt die Geschichte aus dem Jahr 1970. Ein unehrenhaft entlassener Vietnamveteran namens Benjamin Richter, Mr. Jingles genannt, habe damals 10 junge Leute ermordet und ihre Ohren als Trophäen entfernt. Margaret korrigiert ihre Angestellte, denn sie war dabei, hat überlebt und erbringt mit ihrem fehlenden linken Ohr den Beweis dafür. Als Kronzeugin habe sie im Anschluss gegen Richter ausgesagt, was diesen bis an sein Lebensende in eine psychiatrische Einrichtung brachte. Margaret warnt ihre Mitarbeiter davor, die am nächsten Tag ankommenden Gäste mit der Geschichte zu verschrecken. Der verletzte Wanderer erwacht in der Krankenstation und stellt fest, dass ihm ein Ohr fehlt. Brooke, die nach ihm sehen will, wird gewarnt, dass es eine schlechte Idee war, das Camp wieder zu eröffnen, und dass böse Dinge geschehen werden. Als die Gruppe mit einigen Bieren in ihrer Bedienstetenhütte zusammensitzt, erscheint Trevor Kirchner, der Animateur des Camps. Montana, die meint, ihn schon einmal gesehen zu haben, wird von ihm darüber aufgeklärt, dass er ursprünglich Teil eines alten Fitnessvideos von und mit Jane Fonda gewesen sei. Man habe ihn jedoch herausgeschnitten, da sein großer Penis die Aufmerksamkeit Janes an sich gezogen habe. Später kommen sich Montana und der gut bestückte Trevor im zum Camp gehörigen See näher, werden jedoch von einem aufziehenden Sturm sowie einem am Ufer stehenden Auto, dessen Scheinwerfer aufleuchten, aus dem Gewässer vertrieben. In einer Nervenheilanstalt in der Nähe wird der leitende Arzt Dr. Hopple darüber informiert, dass Benjamin Richter aus der Institution geflohen ist. Dieser hatte mit einem Trick seinen Suizid durch Erhängen vorgetäuscht, anschließend einen Pfleger überwältigt und mit Hilfe von dessen Schlüsseln das Gebäude verlassen können. In der Zelle findet Hopple einen Zeitungsausschnitt, der die Wiedereröffnung von Camp Redwood bewirbt. Roy, der Tankstellenbesitzer, arbeitet gerade unter einem Auto, als Richter die Garage betritt. Der entflohene Psychopath entfernt den Wagenheber und zermalmt Roy unter dem tonnenschweren Fahrzeug. Anschließend nimmt er die Wagenschlüssel des Mannes an sich und fährt mit dessen Truck in Richtung Camp. Während im Camp gerade die Eröffnungszeremonie der Olympischen Spiele in Los Angeles im Fernsehen verfolgt wird, verletzt der aufgebrachte Chet seinen Freund Ray unabsichtlich mit einer Bierdose an der Hand. Brooke erklärt sich bereit, in der Krankenstation nach Verbandsmaterial zu sehen, findet dort jedoch nur den aufgespießten Wanderer vor. Dem plötzlich auftauchenden Richter kann sie entkommen, doch als sie mit den anderen an den Ort des Geschehens zurückkehrt, fehlt sowohl von Richter als auch von der Leiche jede Spur. Später begibt sich Brooke, die nicht einschlafen kann, nach draußen zu einem Münztelefon, das ununterbrochen klingelt – obwohl laut des toten Wanderers deren Verbindungen gekappt seien. Als sie abhebt, hört sie nur das Klimpern von Schlüsseln und bemerkt nicht den Nightstalker, der sie aus sicherer Entfernung beobachtet. |           |                    |                   |                      |                                       |                       |                            |                 |
| 96 | 2         | Mr. Jingles        | Mr. Jingles       | 25. Sep. 2019        | 5. Dez. 2019                          | John J. Gray          | Tim Minear                 | 1,49 Mio.       |
| Dr. Karen Hopple fährt nach Redwood, um Margaret über Mr. Jingles’ Flucht zu informieren und zu warnen. Doch Margaret zeigt der Psychiaterin ihren Revolver und erklärt, keine Angst vor dem Dämon aus ihrer Vergangenheit zu haben. Durch Einsatz eines Krähenfußes erleidet ein Hinterreifen an Hopples Kombi auf der Rückfahrt einen Platten, doch kurz darauf erscheint hinter ihr ein Abschleppwagen. Der Fahrer entpuppt sich als Richter und zerrt die Frau aus ihrem Wagen, ersticht sie und schneidet ihr ein Ohr ab. Im Camp wird derweil im Fernsehen bereits vom Mord am Tankstellenbesitzer Roy berichtet, doch scheinbar erkennt nur die immer noch vom Anruf geschockte Brooke den Mann wieder. Margaret stört die Party und bewegt die Männer dazu, die Hütte der Frauen zu verlassen und duschen zu gehen, um sich „von ihren Sünden frei zu waschen“. Brooke, die allein mit Montana zurückbleibt, erzählt dieser eine Geschichte vom letzten Sommer. Sie stand mit ihrem langjährigen Freund Joey bereits vor dem Traualtar, als dieser, anstatt das Ja-Wort zu geben, plötzlich innehielt und sich an den gemeinsamen Freund Sam wandte. Er beschuldigte diesen, den er in der Nacht zuvor bei Brooke gesehen hatte, mit ihr fremdgegangen zu sein. Brooke und Sam bestritten die Vorwürfe, doch Joey zog einen Revolver und erschoss erst Sam und dann seinen Schwiegervater in spe. Die Hochzeitsgesellschaft floh aus der Kirche und das Paar blieb alleine zurück. Schließlich erschoss sich Joey selbst. Montana versucht dann, Brooke zu küssen, die sich abwendet und nach draußen geht. Auf dem Weg zu den Duschen berichtet Trevor von seinem Erlebnis mit Montana und gibt den anderen Männern zu verstehen, dass sie ab jetzt für ihn reserviert sei. Xavier trennt sich von den anderen, um sein Handtuch zu holen, als er plötzlich von hinten gepackt und auf den Rücksitz eines Autos gestoßen wird. Neben ihm sitzt nun sein Cousin Blake, der ihn auch als Schauspielagent vertreten hatte. Doch auf dem Weg nach oben konnte Xavier bislang nur eine Rolle in einem Schwulenporno ergattern – der Preis für seine Rettung durch Blake nach einer Heroinüberdosis. Blake will seinen Cousin überreden, weitere Pornos zu drehen und droht ihm, andernfalls das Tape seines ersten Films an Xaviers Freunde zu verschicken. Xavier führt Blake zu den Duschen, wo sich der Mann Trevor, der ihn in den Filmen ersetzen soll, ansehen kann. Blake beobachtet durch ein Guckloch den nackten Trevor, Xavier schleicht sich davon und einige Momente später fällt auch Blake Richters Klinge zum Opfer. Brooke sitzt allein an einem Steg am See, als zu ihren Füßen plötzlich eine Leiche angeschwemmt wird und Nighstalker Richard Ramírez auftaucht. Er attackiert die junge Frau, bleibt jedoch mit seiner Klinge im Holzsteg stecken und ermöglicht Brooke so die Flucht. Auf der Jagd nach Brooke stellt sich ihm der eigentlich tote, aber nun wieder lebendige Wanderer in den Weg, der von Ramírez getötet wird. Kurz darauf kreuzen sich ihre Wege erneut und wieder ersticht der Nightstalker den Mann. Er nimmt dessen Camp-Ausweis an sich, der ihn als Betreuer namens „Jonas“ ausweist. Brooke will währenddessen von einem der Fernsprecher Hilfe holen, jedoch ist die Leitung tot und als Montana auftaucht, werden die beiden von Rays Hilfeschreien aufgeschreckt. Die Gruppe kommt an den Duschen zusammen und entdeckt Blakes Leiche, der ein Ohr fehlt. Margaret bekommt Besuch von Ramírez, der sich als Jünger Satans outet und von der Oberaufseherin verlangt, ihn über Jonas aufzuklären. Die gläubige Margaret macht Gott dafür verantwortlich, dass Jonas immer wieder zu den Lebenden zurückkehrt und fragt Richard, was das Schlimmste sei, das ihm je widerfahren sei. Der Nightstalker erzählt von seiner nicht gerade behüteten Kindheit. Der Vater war jähzornig und brutal und nahm keine Rücksicht auf seinen schwächlichen Sohn, der seit einem Unfall auf der Schaukel immer wieder an Krampfanfällen litt. Der einzige Halt des Jungen war dessen Cousin Mike, ein ehemaliger Green Beret, der in Vietnam diente. Mike zeigte seinem kleinen Cousin immer wieder Fotos aus dem Krieg, von getöteten Feinden und durch ihn vergewaltigten Zivilistinnen. Der junge Richard war auch dabei, als Mike im Streit seine Frau Jessie erschoss. Ramírez fängt an, Margaret, die ihm zuhört wie niemand zuvor, zu mögen und diese bittet ihn, niemanden mehr zu töten und das Camp vor Mr. Jingles zu beschützen. Xavier und seine Freunde begeben sich verängstigt zu seinem Van, um das Gelände zu verlassen. Doch auf einmal rennt Rita, auf der Flucht vor Richter, auf den Parkplatz, Xavier muss ihr ausweichen und rammt den Wagen in Margarets Jeep. Da der Van nun nicht mehr fahrbereit ist, teilt sich die Gruppe auf, um Ritas Wagenschlüssel in der Krankenstation und Trevors Motorradschlüssel in der Hütte der männlichen Betreuer zu suchen. Margaret trifft draußen auf ihren ehemaligen Kameraden Jonas, der denkt, er befinde sich immer noch im Jahre 1970. Er erzählt Margaret, dass er die Morde beobachtet habe und geflohen sei, um Hilfe zu holen. Doch Richter habe ihn mit einem Lastwagen angefahren und ermordet. Jonas, der anscheinend ein Geist ist, ist nun an das Camp gebunden, nachdem ihn Xavier und die anderen zurückgebracht haben. Während Trevor, Xavier und Montana in der Männerbaracke sind und der Rest in der Krankenstation, klopfen Unbekannte an die jeweiligen Türen der Hütten.                                                                  |           |                    |                   |                      |                                       |                       |                            |                 |
| 97 | 3         | Slashdance         | Slashdance        | 2. Okt. 2019         | 12. Dez. 2019                         | Mary Wigmore          | James Wong                 | 1,34 Mio.       |
| Einer der Unbekannten entpuppt sich als Ramírez. Durch ein Fenster gelangt er in die Hütte. Rita, Ray, Brooke und Chet können ihm jedoch entkommen. An der anderen Hütte scheint Mr. Jingles zu sein, der auf einmal eine brennende Tüte, die Trevor austritt, mit Kot durch ein Fenster wirft. Draußen offenbart sich, dass es sich um zwei junge Männer in Kostümen, die dem Killer nachempfunden sind, handelt, welche den „Tag des Massakers“ begehen. Dann taucht der echte Mörder auf und entledigt sich seiner zwei „Kontrahenten“, die zwei Männer und Frauen retten sich, während Chet und Ray in Richtung des angrenzenden Waldes rennen, Rita und Brooke zum Parkplatz. Dort will Rita warten, während Brooke mit dem Wagen der Krankenschwester Hilfe holen soll. Doch Rita spielt ein doppeltes Spiel und setzt eine Betäubungsspritze an Brookes Hals. Richter trifft im Wald auf einen weiteren Doppelgänger, der jedoch ziemlich betrunken ist und den Killer für einen seiner Freunde hält. Verdutzt verschont Richter den Jungen. In einer Rückblende sieht man eine Woche zuvor Rita, die in Wirklichkeit Donna Chambers heißt, zusammen mit Dr. Hobble. Die Psychologiestudentin wollte für Recherchen mit dem bereits seit 14 Jahren eingesperrten Massenmörder Benjamin Richter sprechen, der in Hobbles Klinik einsaß. Während eines Gesprächs unter vier Augen manipulierte Donna den traumatisierten Mann zu ihren Gunsten, ließ ihn glauben, niemand werde böse geboren und sowohl die Medien als auch der Einsatz in Kriegen wie in Vietnam machen aus friedlichen Männern eiskalte Killer. Sie gab ihm zu verstehen, dass sie sich erhoffe, durch ihn das „Killer-Gen“ zu entschlüsseln und ihn somit zum letzten Massenmörder zu machen. Der Plan, seinen eigenen Tod durch Erhängen vorzutäuschen und aus der Klinik zu fliehen, wo in einem Gebüsch ein Ledermantel sowie eine Machete auf Richter warteten, stammte also von Donna selbst. Im Anschluss verfolgte Donna die „echte“ Schwester Rita bis zu Roys Tankstelle, wo sie sich in deren Auto versteckte, während die junge Frau auf der Toilette war. Auf dem Weg zum Camp überwältigte Donna Rita und nahm fortan ihre Identität an. Zurück in der Gegenwart hat der Nightstalker die Fährte von Chet und Ray aufgenommen, die sich ihm entziehen können, jedoch in eine mit spitzen Pfählen gespickte Fallgrube stürzen. Während Ray unverletzt bleibt, landet sein Freund inmitten der Pfähle und wird von einem an der Schulter aufgespießt, stirbt jedoch nicht. In seiner Hilflosigkeit erzählt Ray seinem Freund eine Geschichte, die sich kürzlich zutrug. So fand in seiner Studentenverbindung ein Initiationsritual statt, bei dem einer der Teilnehmer aufgeben wollte und den Ray zur Seite nahm. Der schwer betrunkene Asiate stolperte jedoch ohne Fremdeinwirkung und stürzte eine Treppe hinab, woraufhin er leblos liegen blieb. Ray wollte den Tod des Jungen vertuschen und setzte ihn auf einer Waldlichtung in ein Auto. Während er den Wagen anschob, um ihn eine Klippe hinunterzustürzen, erwachte der nur bewusstlose Junge auf einmal, doch es war bereits zu spät und er stürzte mitsamt dem Wagen die Klippe hinunter. Schließlich schafft es Ray, sich aus der Grube zu befreien und lässt den stark blutenden Chet zurück. Währenddessen haben sich Xavier, Trevor und Montana in einen Schuppen gerettet, in dem sie inmitten von Fischerutensilien die gefesselte und geknebelte Schwester Rita auffinden. Die junge Frau schreit vor Angst und wird aus dem Versteck gestoßen, woraufhin Jingles auftaucht und sie tötet, die anderen jedoch nicht entdeckt. Als der Killer von dannen zieht, entdecken die jungen Leute das Namensschild auf Ritas Oberteil und erkennen so in der anderen Rita eine Betrügerin. Trevor händigt dem mittlerweile ebenfalls eingetroffenen Ray seine Motorradschlüssel au: Dieser soll Hilfe holen und Montana mitnehmen. Xavier und Trevor hören Chets Hilfeschreie und befreien den Freund aus seiner misslichen Lage. Als sie meinen, Jingles zu hören, lauern sie ihm hinter einem Baum auf und Trevor stößt den Mann in die Grube. Als sie jedoch eine Plastikmaske am Rand der Grube entdecken, dämmert ihnen, dass sie nur einen weiteren Doppelgänger ums Leben gebracht haben. Als Ray und Montana ihrerseits am Parkplatz ankommen, taucht auf einmal Richard auf und Ray nutzt den Moment der Verwirrung, um allein loszufahren und seine Freundin allein mit dem Mörder zurückzulassen. Doch nach ein paar Metern taucht aus dem Dunkeln auf einmal Richters Arm mit der Machete auf und enthauptet den Motorrad fahrenden Ray. Montana ringt ihrerseits kurz mit Ramírez, beginnt jedoch auf einmal, den Mann heftig zu küssen. Dann fragt sie ihn, warum er sie noch nicht getötet hat. |           |                    |                   |                      |                                       |                       |                            |                 |
| 98 | 4         | Wahre Mörder       | True Killers      | 9. Okt. 2019         | 19. Dez. 2019                         | Jennifer Lynch        | Jay Beattie                | 1,29 Mio.       |
| In einer Rückblende erfährt man, dass sich Richard und Montana in einem von Montana geleiteten Männer-Aerobic-Kurs kennenlernten. Im Anschluss an den Kurs wartete Ramírez auf die Frau in der Umkleide und präsentierte ihr eine an der Decke aufgehängte, verstümmelte Leiche. Beide, sichtlich erregt, küssten sich und hatten anschließend auf dem Boden der Umkleide Sex. Richard, der zugab, nicht seinen ersten Mord begangen zu haben, wurde von Montana gebeten, erneut für sie zu morden. Sam, der von Brookes Beinahe-Ehemann erschossen worden war, war Montanas Bruder. Die Fitnesstrainerin gab Brooke die Schuld am Tode des Menschen, dem sie am nächsten stand, und wollte sie nun sterben sehen. In Redwood macht sich Xavier auf zur Kantine, um die Köchin Bertie zu retten. Als Bertie dem Mann Sandwiches machen will, kündigt sich Richter an und Xavier versteckt sich unter einem Tisch. Die Köchin kennt den Killer noch von früher und bietet ihm an, ihm ein Erdnussbutter-Marmeladen-Sandwich zu machen. Während Jingles mit Genuss isst, versucht Xavier, auf der anderen Seite unter dem Tisch hervorzukriechen, verursacht jedoch ein Geräusch, das den Killer aufhorchen lässt. Er sticht mehrmals auf Bertie ein und sperrt den jungen Mann in einen Ofen, den er auf 260 °C einstellt. Brooke geht mittlerweile, nachdem sie aus Donnas Betäubung erwacht ist, ihrer Feindin erneut in die Falle und wird in einem an einem Baum aufgehängten Schleppnetz gefangen genommen. Als Ramírez und Montana auftauchen, wittert Letztere endlich die Chance auf Rache, doch der nahende Richter funkt dazwischen. Die beiden Männer liefern sich einen Kampf auf Leben und Tod, in dessen Verlauf Jingles mehrere Schnitte durch Richards Messer erleidet. Letztendlich kann jedoch der Ältere den Jüngeren packen und an einem Ast, der sich Ramírez von hinten durch den Kopf bohrt, aufspießen. Sowohl Brooke als auch ihre Widersacherin konnten während des Kampfes flüchten, während Donna bewusstlos zurückbleibt. Eine schwer verletzte Bertie kann den Kochlöffel, der die Tür des Ofens blockiert, entfernen und so Xavier befreien. Der Mann, der mehrere schwere Verbrennungen davongetragen hat, erfüllt der Leidenden ihren Wunsch und tötet sie mit einem Stich ins Herz. Jingles betritt mittlerweile Margarets Hütte. In einer weiteren Rückblende kann man die jeweils 10 Jahre jüngeren Versionen der beiden beobachten, wie sie sich näher kamen. Sowohl Aufseher als auch Gäste verspotteten die beiden regelmäßig als „Freaks“. Der Mann, der der jungen Frau aus Holz einen kleinen Bären schnitzte, versprach, sie vor allem zu beschützen, das sie bedrohte. Margaret offenbart Richter, dass sie es war, die damals die Morde aus Rache für die Demütigungen begangen hatte. Jingles, der sie nicht beschützt hatte, wurde hingegen für die Morde verhaftet und in die Psychiatrie eingewiesen. Dort musste er unter anderem Elektroschockbehandlungen ertragen und wurde mit Medikamenten gefügig gemacht, bis er glaubte, was Margaret allen erzählte. Margaret schießt mit ihrem Revolver auf den Killer, der getroffen zusammenbricht. Plötzlich taucht Trevor auf, der die Schüsse gehört hat, und wird durch Margaret erstochen. Auch er war einer derer gewesen, die die junge Frau gemobbt hatten. Xavier begegnet auf einer Brücke Mr. Jingles, doch als auch Brooke dazukommt, ist der Killer verschwunden. Die beiden treffen mit Brooke, Montana, Margaret und Chet bei den Duschen zusammen. Dort steht noch Blakes Wagen, der eigentlich als Fluchtfahrzeug dienen sollte, nun jedoch Feuer gefangen hat und verbrennt. Die aus ihrer Ohnmacht erwachende Donna wird Zeugin, wie eine unnatürliche Macht Ramírez wieder zum Leben erweckt. |           |                    |                   |                      |                                       |                       |                            |                 |
| 99 | 5         | Rote Dämmerung     | Red Dawn          | 16. Okt. 2019        | 26. Dez. 2019                         | Gwyneth Horder-Payton | Dan Dworkin                | 1,09 Mio.       |
| 1980 verfolgte Donna ihren Vater, der sich in Begleitung einer jungen Frau befand, zu dessen Haus. Im Innern entdeckte sie die grausam verstümmelte Frau, die dem Tode geweiht war, auf einem Bett. Ihr Vater, der plötzlich auftauchte, erklärte seiner Tochter, dass es nicht sein erster Mord gewesen war und er schon lange das Verlangen in sich hatte, zu töten. Schließlich richtete er sich vor den Augen Donnas selbst. Ramírez erklärt Donna in der Gegenwart, dass Satan ihn zurück zu den Lebenden geschickt und ihn alles hat sehen lassen, was die Frau getan hat. Die Gruppe der Überlebenden teilt sich währenddessen auf, Margaret will mit dem verletzten Chet mit einem Boot den See überqueren. In der Mitte des Sees angekommen, attackiert Margaret den Mann, um sich seiner zu entledigen. Chet wehrt sich tapfer, wird jedoch mithilfe des Bootsankers, den ihm Margaret um den Fuß wickelt, in die Tiefe gezogen. Donna trifft auf Montana und Xavier, denen gegenüber sie zugibt, Richter manipuliert und gesteuert zu haben. Das Brandopfer Xavier will die Frau angreifen, doch diese flieht aus der Hütte und Xavier rennt ihr nach. Donna trifft auf Richter, der mittlerweile das Töten satt hat. Sie bittet den Mann um Vergebung und Erlösung durch den Tod, doch der Killer weigert sich und überlässt Donna sich selbst. Als Richter am Bogenschießplatz auf Margaret trifft, taucht Xavier auf. Er greift sich einen Bogen und schießt mehrere Pfeile in den Mann, der schließlich liegen bleibt und stirbt. Doch die gerettete Margaret stößt ihrerseits Xavier zu Boden und ersticht ihn. Richard betritt den Platz und bittet Satan darum, Jingles ins Reich der Lebenden zurückzuholen. Brooke trifft auf Ray, der bislang als verschwunden galt. Die beiden werden in der Cafeteria intim miteinander und haben Sex. Im Anschluss offenbart Brooke dem Mann, dass er sie soeben entjungfert hat. Bei einem Blick in einen Kühlschrank kommt Rays darin befindlicher, abgetrennter Kopf zum Vorschein. Den beiden dämmert, dass Ray gestorben und als Geist zurückgekehrt ist. Die geschockte Brooke flieht aus der Cafeteria und trifft auf Montana, die sich ihrer Feindin endlich offenbart. Die beiden Frauen führen einen langen Kampf auf Leben und Tod, bis es bereits hell geworden ist. Als der schon lange erwartete Bus mit den Kindern im Camp auftaucht, werden die Besucher Zeugen, wie Brooke gerade auf Montana kniet und sie mit einem Messer tötet. Wenig später wimmelt es auf dem Gelände vor Einsatzkräften. Brooke wird mithilfe von Margarets Aussage als wahnsinnige Massenmörderin belastet und verhaftet. Ray wird von einer gestressten Notärztin versorgt, die beim Blutdruckmessen keinen Puls feststellen kann, ihn aber dennoch in einen Krankenwagen verfrachtet, der ihn wegbringen soll. Jedoch wird daraufhin klar, dass es ihm wie auch den anderen Geistern nicht möglich ist, Camp Redwood zu verlassen. Ramírez und Richter hingegen stehen unter dem Schutz Satans und können nach dem Mord an einem Polizeibeamten unbehelligt mit dessen Wagen Richtung Los Angeles fahren. |           |                    |                   |                      |                                       |                       |                            |                 |
| 100 | 6         | Episode 100        | Episode 100       | 23. Okt. 2019        | 2. Jan. 2020                          | Loni Peristere        | Ryan Murphy & Brad Falchuk | 1,35 Mio.       |
| Ein Jahr nach den Geschehnissen in Redwood bilden Ramírez und Richter ein Killergespann. Sie wohnen in Motels und haben es bevorzugt auf Touristen abgesehen, die ihnen zum Opfer fallen. Doch Richter hat genug von Richard, seinen Eskapaden und seiner Vorliebe für Billy Idol und will sich von ihm lossagen. An einem Kiosk macht er Passanten auf Ramírez’ Fahndungsfoto in der Zeitung aufmerksam und weist sie darauf hin, dass der Mörder gleich den Kiosk verlassen wird. Es findet eine Jagd statt, der sich Richter unbehelligt entziehen und mit einem von beiden gestohlenen Fahrzeug entfernen kann. Der Nighstalker wird schließlich verhaftet. Drei Jahre danach sind alle möglichen Geister immer noch im Camp gefangen. Xavier und Montana haben Spaß daran, unwissende Wanderer in ihrer menschlich erscheinenden Gestalt abzulenken und schließlich zu töten. Ray und anderen ehemaligen Mitarbeitern gefällt dies hingegen gar nicht. Margaret konnte währenddessen ihre Lügen rentabel verkaufen und ist mittlerweile im Immobilienbereich aktiv. Ihr Hauptaugenmerk liegt auf Orten, an denen berühmte Killer wie John Wayne Gacy oder Charles Manson ihr Unwesen getrieben haben, welche sie in Horror-Hotels verwandeln lässt. Trevor, der überlebt hat, traf noch im Krankenbett eine Übereinkunft mit der ehemaligen Campleiterin. Im Gegenzug für sein Schweigen über die Wahrheit führen sie eine zweckgebundene Ehe, die ihm auch eine Teilhabe an Margarets Vermögen zusichert. Chet, eins von Margarets Opfern, zeigt sich in der Folge sichtlich erbost, als er Margaret, Trevor und ihren Sekretär auf einer Bühne im Camp erblickt. Die Frau hat vor, ihre alte Wirkungsstätte zum zweiten Mal wiederzueröffnen und plant zur Einweihung ein Konzert, bei dem auch Billy Idol auftreten soll. Davon wird auch dem inhaftierten Ramírez von einer jungen Frau, mit der er aus dem Gefängnis heraus korrespondiert, mitgeteilt. Richter, der sich nun Donald nennt und in einer Videothek arbeitet, bekommt das Vorhaben ebenso mit. Gemeinsam mit einer ehemaligen Prostituierten lebt er in einem kleinen Haus und wurde sogar Vater. Brooke erhält in ihrer Todeszelle im Todestrakt per Telepathie ein Angebot des im selben Trakt eingesperrten Ramírez, der ihr anbietet, mit Satan zu paktieren und so die Freiheit zu erlangen. Doch die junge Frau lehnt ab und wird schließlich zu ihrer Hinrichtung geführt. Durch die Giftspritze soll Brooke nun ihr Leben verlieren und auch Margaret und Trevor sind unter den wenigen Zuschauern. Zur selben Zeit erbittet Richard die Hilfe seines Herrn, der sich nach kurzer Wartezeit in Form von Nebel in der Zelle zeigt. Der Dämon nimmt Besitz von einem im Todestrakt arbeitenden Wärter, der Richards Zelle aufsperrt und diesem so die Flucht ermöglicht. Als die Angestellten und auch die Zuschauer den Platz der Hinrichtung verlassen haben, entpuppt sich der Henker als Donna, die Brooke mit einer weiteren Spritze wieder ins Leben zurückholt. Richter kehrt von der Arbeit zurück und findet seine Frau im Schlafzimmer hingerichtet vor. Sein Sohn lebt, jedoch ist ein Hinweis an ihm befestigt, der nur von Ramírez stammen kann und der Satans Rache verkündet. Richard gibt das Baby in die Obhut seiner Schwägerin in spe und wird mithilfe seines alten Mantels und des Schlüsselbunds notgedrungen wieder zu Mr. Jingles. |           |                    |                   |                      |                                       |                       |                            |                 |
| 101 | 7         | Die Dame in Weiß   | The Lady in White | 30. Okt. 2019        | 9. Jan. 2020                          | Liz Friedlander       | John J. Gray               | 1,05 Mio.       |
| Im Jahr 1948 hieß Redwood noch Camp Golden Star. Die Brüder Benjamin und Bobby Richter, deren Mutter Lavinia dort als Köchin arbeitete, verbrachten dort den Sommer. Doch Benjamin war mehr damit beschäftigt, Comics zu lesen, anstatt sich mit anderen Kindern anzufreunden. Als die beiden Brüder sich zum See begaben, um zu baden, ließ Ben seinen Bruder am Steg zurück, um den Bademeister und eine junge Frau beim heimlichen Vorspiel zu beobachten. Als er zum See zurückkam, war sein Bruder, den er eigentlich im Auge behalten sollte, bereits im Wasser und tauchte unter. Benjamins Schreie halfen nicht, als plötzlich zwei Männer mit ihrem Außenborder losfuhren und damit Bobby erwischten. Die geschockte Lavinia schrie ihren Schmerz heraus und machte alle Anwesenden, insbesondere Ben, für den Tod ihres Jüngsten verantwortlich. Donna und Brooke kommen in einem Motel an, in welchem die Psychologin die durch sie Befreite ein paar Tage lang von der Substanz entwöhnt, die sie zurück ins Leben geholt hatte. Nach dem Ende des Entzugs erblickt Brooke in einer Zeitung eine Anzeige für Margarets Festival und fasst den Plan, nach Redwood zurückzukehren, um Rache zu nehmen. Sie klagt gegenüber Donna, die besten Jahre der Achtziger verpasst und nur noch diesen einen Sinn im Leben zu haben. Donna fährt mit ihrer neuen Freundin zu einer Rollschuhbahn, wo Brooke wieder bessere Laune bekommt. Auf dem Weg zu ihrem Auto werden sie von einem Mann namens Bruce angesprochen, den sie jedoch abwimmeln. Doch als der Motor von Donnas Wagen nicht anspringen will, hilft ihnen Bruce und darf zum Dank mit in Richtung Redwood fahren, da er in der Nähe seine Freundin besuchen will. Im Laufe der Fahrt entpuppt sich Bruce als schlechter Lügner, der zu allem Überfluss die beiden Frauen zu kennen scheint. Als sie auf einem Standstreifen anhalten, um den Mann aus dem Wagen zu werfen, nähert sich ein Polizeiwagen. Der Polizist will eine Ausweiskontrolle durchführen, doch Bruce schießt auf ihn. Als er erneut schießt und den Wagen verlässt, gibt Donna Gas und die beiden Frauen fliehen. Richter ist mittlerweile im Camp angekommen, wird jedoch von einer Gruppe Doppelgänger gefangen genommen und zu Xaviers Gruppe gebracht. Diese erzählen ihm von einer Frau in Weiß, die sie des Öfteren voller Hass jage. Ben erzählt die Geschichte aus dem Jahr 1948. Nach dem Tode seines Bruders wurde Lavinia wahnsinnig und ermordete jeden im Camp. Als sie auch ihren verbliebenen Sohn töten wollte, floh dieser, wurde aber durch ihr Messer verletzt. In einem kurzen Kampf konnte er das Messer an sich nehmen und seine Mutter erstechen. Ihr Blut sei in die Erde gesickert und habe das gesamte Areal vergiftet. In ihrer alten Hütte zeigt sich Lavinia dann ihrem erwachsenen Sohn. Sie erzählt ihm von ihren Qualen der nie enden wollenden Wiedergeburt und dass sie es war, die Margaret mit ihren Kräften zur Mörderin gemacht hatte. Ihr zufolge wäre „der falsche Sohn“ gestorben und Benjamins Kind wäre besser ohne seinen Vater dran. Bruce hat es währenddessen geschafft, mit dem gestohlenen Streifenwagen zu den beiden Frauen aufzuschließen und ihren Wagen an einer Ampel stehend zu rammen. Brooke erwacht neben Bruce in einem gestohlenen Pickup, an dessen Stoßstange Donna mit einem Seil gebunden ist. Der Mann will sie zwingen loszufahren, doch Brooke legt den Rückwärtsgang ein, kann Bruce übertölpeln und mit seiner Pistole anschießen. Zusammen fesseln die beiden Frauen ihn an einem Strommasten und schneiden ihm beide Daumen ab, dann begeben sie sich in Richtung des Camps. Dort treffen Trevor und Montana wieder aufeinander und Ramírez bringt Kajagoogoo, die erste Band, die bereits da ist, um. Am Bootssteg bringt Lavinia Ben dazu, sich selbst zu töten, um nicht Ramírez zum Opfer zu fallen und so zu riskieren, nicht mehr wiedergeboren werden zu können. |           |                    |                   |                      |                                       |                       |                            |                 |
| 102 | 8         | Rest in Pieces     | Rest in Pieces    | 6. Nov. 2019         | 16. Jan. 2020                         | Gwyneth Horder-Payton | Adam Penn                  | 1,05 Mio.       |
| Kurz vor Halloween 1989 befinden sich Brooke und Donna immer noch auf dem Weg Richtung Redwood. In einem Diner werden sie von Stacy, einer Journalistin, abgepasst, die feststellt, dass die Frau, die bei Donna ist, erstaunliche Ähnlichkeit mit Brooke Thompson hat. Zufällig wohnen alle drei im selben Motel und bei der Sichtung einer Videoaufnahme, die Brookes Flucht aus dem Gefängnis zeigt, offenbart Stacy, die wahren Identitäten der beiden anderen zu kennen. Donna und Brooke erklären sich bereit, Stacy mitzunehmen und an den Ort der Morde zu führen und ihr darüber hinaus auch Beweise für Margarets Schuld zu liefern. Bruce befindet sich auf demselben Weg und hat einer Immobilienmaklerin das Auto gestohlen, die Frau selbst liegt gefesselt im Kofferraum. Auf einem Waldweg nimmt er den trampenden Geist von Jonas per Anhalter mit, doch nimmt die Fahrt ein jähes Ende, als plötzlich die miteinander kämpfenden Richard und Richter auf dem Weg auftauchen und Bruce Jingles anfährt. Dem sichtlich erbosten Ramírez stellt er sich als „großen Fan“ vor, zeigt ihm die mittlerweile erstochene Frau im Kofferraum und spricht davon, dass er noch lange nicht genug habe. Gemeinsam können sie Richter erneut aufspüren, der darüber aufgeklärt wird, dass er von nun an selbst in Redwood gefangen ist und Ramírez nicht mehr am Mord an seinem Sohn hindern kann. Margaret muss derweil feststellen, dass die Band Kajagoogoo, die auf ihrem Festival hätte auftreten sollen, in ihrem Tourbus ermordet wurde. Der Bus ist übersät von Pentagrammen, was auf Ramírez als Mörder schließen lässt. Genervt beauftragt sie ihren Assistenten Courtney, die Schweinerei zu beseitigen. Trevor ist währenddessen mit Montana beschäftigt, die sich zwar über die Abwechslung freut, mit einem Lebenden zu schlafen, doch kann sie Trevors Gefühle nur schwer erwidern. Im Bootsschuppen, in dem Brooke 1984 aus Donnas Betäubung erwacht war, befindet sich diese nun mit der Journalistin und bittet sie, die Augen zu schließen, um sich zu ihren Worten auch die Bilder aus der Vergangenheit besser vorstellen zu können. Gerade als Brooke ein Messer an Stacys Kehle halten will, greift Donna ein und die Reporterin kann fliehen. Jedoch läuft sie dem Killertrio Margaret, Bruce und Richard in die Arme und haucht ihr Leben aus. Die drei beschließen, nach deren Auftritten alle Musiker, außer Billy Idol, ebenfalls zu töten. Trevor gesteht Montana seine Liebe und schlägt vor, Suizid zu begehen, um in seinem jetzigen Zustand und als Geist auf ewig mit ihr zusammen sein zu können. Doch die junge Frau kann nur mit jemandem, der genauso krank ist wie sie selbst, eine Beziehung führen und jagt ihren Verehrer fort. Xavier und zwei ehemals als Jingles verkleidete junge Männer quälen Richters Geist, verwunden ihn schwer und lassen ihn schließlich verblutend und gefesselt auf einem Boot in das Zentrum des Sees treiben. Dort wird er plötzlich vom Geist seines Bruders in die Tiefe gezogen. Er erwacht an Land und trifft auf seinen Bruder und seine Mutter, die ihn zum Picknick einladen. Seine Mutter Lavinia möchte ihn dazu bewegen, bei ihnen zu bleiben. |           |                    |                   |                      |                                       |                       |                            |                 |
| 103 | 9         | Das letzte Mädchen | Final Girl        | 13. Nov. 2019        | 23. Jan. 2020                         | John J. Gray          | Crystal Liu                | 1,08 Mio.       |
| Im Jahr 2019 kommt ein etwa 30-jähriger Mann nach Redwood, der dort noch Reste von Margarets Festival vorfindet. Da trifft er auf Montana, die fasziniert ist von seinem Smartphone, mit dem er Bilder macht. Als sie ihn warnt, das Camp sofort zu verlassen, besteht er darauf, zu bleiben und Antworten zu finden; er stellt sich Montana als Bobby Richter, Sohn von Benjamin, vor. Dann stößt Trevor hinzu und sowohl er als auch Montana kommen durch eigene Hand mithilfe von Waffen, die Bobby dabei hat, zu Tode. Doch kurz darauf stehen sie wieder vor der Tür und beweisen so ihrem neuen Bekannten, dass sie Geister sind. Dann erzählen sie ihm, was an Halloween im Jahr 1989 geschah. Trevor, dem Courtney vom Schicksal Kajagoogoos erzählt hatte, blockierte mit deren Bus die Zufahrt zum Camp und hielt so die Gäste davon ab, das Gelände zu betreten. So erschoss Margaret erst ihren unfähigen Assistenten und feuerte schließlich auch mehrere Schüsse auf ihren Mann ab, der sich jedoch mittlerweile außerhalb des Camps befand und so endgültig dem Tode geweiht war. Unter den Augen der hilflosen Montana tauchte auf einmal Brooke auf, die dem schwer verletzten Mann bis ins Camp half, wo er in Montanas Armen verblutete und schließlich wiedergeboren werden konnte. Schließlich kümmerten sie sich erst um Bruce, dessen sterbenden Körper sie noch aus dem Gelände beförderten und töteten dann gemeinsam mit der restlichen Gruppe Ramírez. So hatten sie fortan die Kontrolle über seinen immer wieder ins Leben zurückgeholten Körper, um ihn ein ums andere Mal zu töten. Doch Bobby, der so immer wieder vor Richard, der Satans Schuld eintreiben will, gerettet wird, besteht darauf, seinen Vater zu finden. Unterdessen kann sich der Nightstalker befreien, während Bertie und Chet miteinander kuscheln, und Bobby aufsuchen. Auf dessen Flucht verletzt ihn der Satansjünger mit seinem Messer, doch mit vereinten Kräften wird Ramírez daran gehindert, Richters Sohn zu töten, der sich zur Anstalt begibt, in der sein Vater einsaß. Dort trifft er auf die neue Anstaltsleiterin, Donna, die ihm erzählt, was mit der wahren Schuldigen, Margaret, passierte. Die Gruppe, in Begleitung von Donna und Brooke, umstellte ihre Hütte und griff sie an, wobei Brooke durch einen Schuss aus Margarets Pistole ihr Leben verlor. Die Geister zerstückelten Margaret nach und nach und warfen ihre Leichenteile in einen Gartenhäcksler, der die Überreste über einen Zaun in neutrales Territorium beförderte, was eine Wiederkehr verhinderte. Gemeinsam finden Donna und Bobby heraus, dass Brooke überlebt hat, eine Familie hat und Richters Sohn über all die Jahre anonym Geld zusandte. Ray hatte sie schwer verletzt vorgefunden, zur Grenze getragen und über das Camptelefon einen Rettungswagen gerufen. Entgegen den Warnungen kehrt Bobby ins Camp zurück und trifft endlich seinen Vater, der ihn kurzzeitig vor Margaret, deren Hirn doch noch auf der richtigen Seite starb, retten kann. Im Anschluss kommt ihm dann seine Großmutter Lavinia zu Hilfe, die ihrerseits Margaret aus dem Weg räumt. Als er das Camp verlässt, kann er sich noch von seinem Vater, seiner Großmutter und seinem Onkel Bobby verabschieden. |           |                    |                   |                      |                                       |                       |                            |                 |

## Hintergrund
Am 12. Januar 2017 wurde American Horror Story um die achte Staffel Apocalypse verlängert, die bereits 2018 ausgestrahlt wurde. Am 10. April 2019 kündigte Serien-Co-Schöpfer Ryan Murphy an, dass der Titel der 9. Staffel 1984 sein würde. Die Staffel wurde als stark beeinflusst von Horror-Slasher-Filmen der 1980er-Jahre wie Freitag der 13., Blutiger Sommer – Das Camp des Grauens, Halloween und Nightmare beschrieben.
Am 24. Juni 2019 gab FX den 18. September desselben Jahres als Datum für die Premiere an. Der offizielle Trailer der Staffel wurde am 26. August 2019 veröffentlicht.